# Bird of Pray
«Bird of Pray» (укр. Молитовна пташка) — пісня українського гурту Ziferblat, з якою вони перемогли на Нацвідборі та представляли Україну на Пісенному конкурсі Євробачення 2025 в Базелі, Швейцарія, де посіли 9 місце. За словами Ziferblat, їхня пісня присвячена темі надії і того, що після темних часів наступають світлі. «Bird of Pray» виконана в стилі денс-панку та хіпі 60-70-х років і є алюзією на культову пісню «Bird of Prey» (укр. Хижий птах) британського гурту Uriah Heep.

## Про пісню
«Bird of Pray» була вперше оприлюднена 23 січня 2025 року та офіційно вийшла на музичних платформах наступного дня. Авторами композиції стали Валентин і Даниїл Лещинські та Федір Ходаков, тексту — Валентин Лещинський.
За словами вокаліста Ziferblat Даниїла Лещинського, ідея пісні «Bird of Pray» виникла відразу ж після закінчення Національного відбору 2024 року, де гурт посів друге місце. Записувати перші демоверсії майбутнього синглу почали влітку того ж року. Створюючи пісню, Ziferblat хотіли показати великій аудиторії, що добре знайомі з українською традиційною музикою, зокрема хоровим мистецтвом і українською музикою 60-х років.
За словами гурту, пісня розповідає історію українців, яких розлучила війна, особливо після російського вторгнення 2022 року. Однак це послання також можна застосувати до будь-кого, хто переживає розлуку зі своїми близькими. Як вісник доброї звістки, птах є мотивом ненадійного зв'язку між тими, хто не може побачитися через війну. Тому назва пісні саме «Bird of Pray» («pray» – укр. молитися), а не «Bird of Prey» («prey» — укр. хижий).
Текст пісні написаний частково англійською і частково українською мовами. Він несе в собі емоційне послання. Центральним символом й образом композиції є пташка, яка уособлює відродження, свободу та сподівання на нові зміни. Вона постає як провісниця весни та втілення ідеї життєвої циклічності. «Bird of Pray» розповідає про ефемерний день із життя українців від світанку й до заходу сонця. Тут переплітаються туга за домом, біль утрати та водночас молитва, передана через образ символічної пташки, покликаної донести послання туди, де ще живуть світло й надія.
Учасники гурту зазначають:
|                                           | Я думаю, що для людей у всьому світі птах є символом свободи. Я думаю, що він символізує свободу. І я хотів поділитися емоціями українців з людьми з Європи. Птах — це як медіум, як [проміжна] людина, яка ділиться моїми емоціями з іншими. Це про наші проблеми, через які ми проходимо, трагедію за останні три роки. Чесно кажучи, за останні одинадцять років. |
| — Валентин Лещинський, гітарист Ziferblat | |

|                                         | У пісні передані почуття туги, болю, втрати та молитви, а також підтримка й пошук внутрішньої сили. Центральний символ — птах — уособлює свободу, відродження та сподівання на зміни. Ми хочемо показати через нашу музику, що Україна бореться і залишається непереможною. |
| — Даниїл Лещинський, вокаліст Ziferblat | |

### Ревамп для Євробачення
10 березня 2025 року Ziferblat представили оновлену версію «Bird of Pray» для Євробачення. До створення оновленої версії пісні залучили саундпродюсера Антона Чілібі, який уже працював над «Stefania» гурту Kalush Orchestra, що перемогла на Євробаченні 2022, і «Teresa & Maria» співачок alyona alyona & Jerry Heil, що брали участь у Євробаченні 2024, де фінішували третіми. У приспіві «Bird of Pray» полегшили вокальні партії, посилили паузи на початку та додали більше оркестрового звучання для надання пісні кінематографічності. Окрім цього, у пісні зробили менш помітним бек-вокал, щоб надати треку більших об'єму й динаміки.

### Акустична версія
24 березня 2025 року Ziferblat також випустили акустичну версію пісні, для створення якої був залучений львівський аранжувальник та піаніст Олександр Ігнатов, та яка акцентує на глибині музичної частини. Основою акустичної версії стала партія піаніно. У ній також використаний лише голос вокаліста гурту, без бек-вокалу, для виразнішої і чистішої мелодики.

### Альбом
2 травня 2025 року гурт випустив альбом Of Us, до якого, поміж інших, увійшла й версія «Bird of Pray» для Євробачення. Пісня «Of Us» дала назву альбому й теж претендувала на участь у національному відборі — остаточний вибір між цією композицією і «Bird of Pray» гурт робив разом із продюсеркою Нацвідбору Тіною Кароль.

## Музичний кліп
24 січня 2025 року, наступного дня після публікації пісень учасників Нацвідбору на YouTube-каналі «Суспільне. Євробачення», Ziferblat випустили кліп на «Bird of Pray». Режисером кліпу став Ілля Дуцик.
Концепція відео побудована на взаємодії двох паралельних площин. Перша площина зосереджується на спогадах про дім, які існують лише в пам'яті та викликають одночасні почуття радості й смутку. Друга ж є відбиттям символічного пошуку дому та процесу його усвідомлення й прийняття через метафору руху в просторі.

## Пісенний конкурс Євробачення 2025

### Національний відбір
11 грудня 2024 року стало відомо, що Ziferblat потрапили до лонглиста українського Національного відбору на Пісенний конкурс Євробачення 2025, а згодом стали одними з фіналістів. 23 січня була опублікована «Bird of Pray» — конкурсна пісня гурту для відбору. У фіналі змагань Ziferblat виконали свою пісню дев'ятими. «Bird of Pray» здобула 9 балів від журі та найвищу оцінку від глядачів — 10 балів. Так, пісня зібрала суму з 19 балів, що принесло гурту перемогу та право представляти Україну на Пісенному конкурсі Євробачення 2025.
Паралельно з роботою над «Bird of Pray» Ziferblat розробляли для участі в Нацвідборі ще дві композиції — у підсумку перед колективом постало завдання обрати один із трьох треків. За словами гурту, фінальний вибір помітно відрізняється від тогорічної заявки — «Place I Call Home», оскільки «Bird of Pray» значно глибше розкриває їхні походження та коріння. Поруч із цим, Валентин Лещинський також зазначив, що за тематикою «Bird of Pray» продовжує торішню «Place I Call Home», оскільки обидві пісні торкаються теми дому.

### Eurovision in Concert

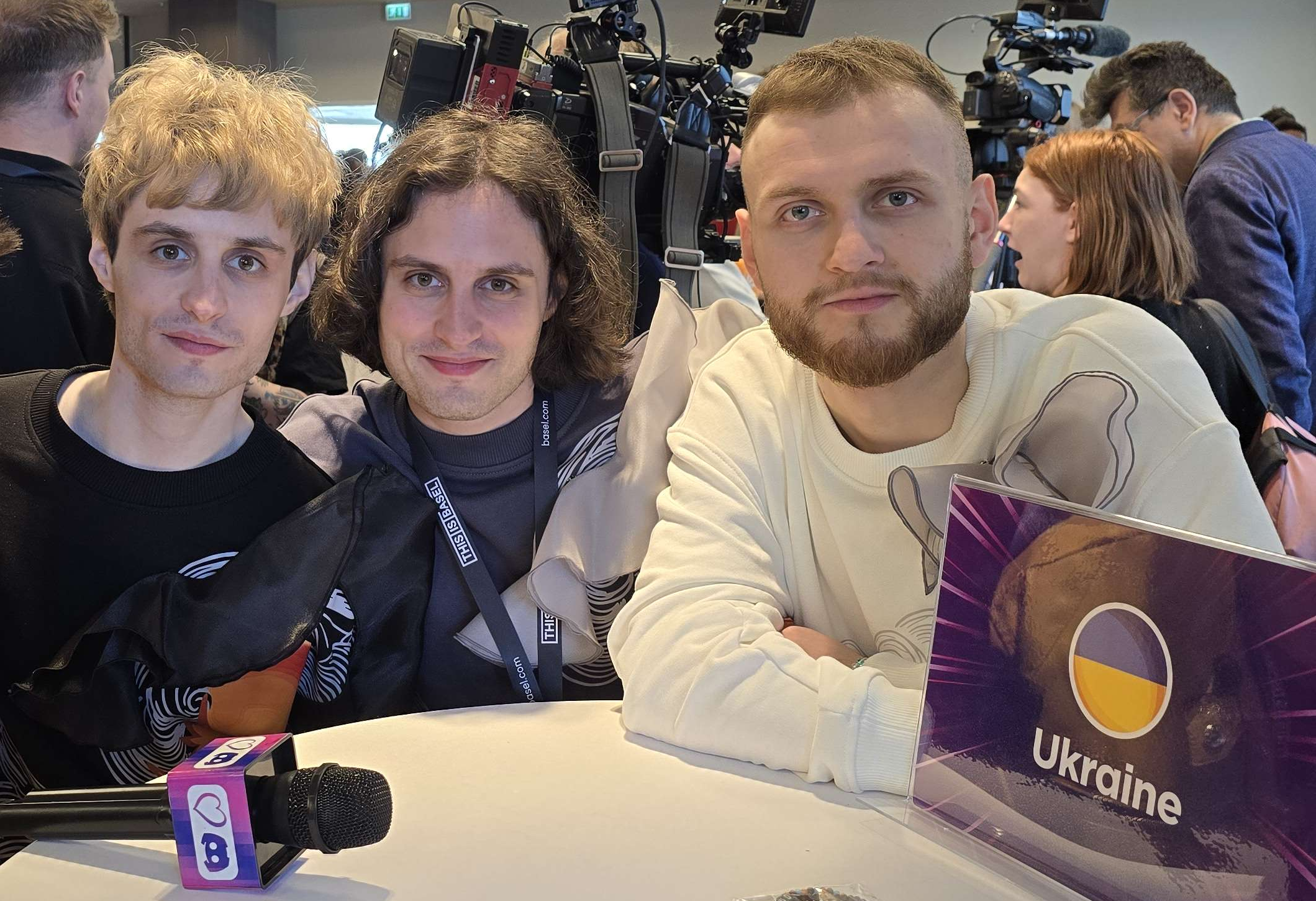
Гурт під час інтерв'ю на Eurovision in Concert

7 квітня 2025 року Ziferblat виступили з «Bird of Pray» на Eurovision in Concert, промовечірці конкурсу, у якій взяли участь 30 із 37 учасників Євробачення 2025 і яка відбулася на AFAS Live Arena в Амстердамі, столиці Нідерландів. Eurovision in Concert — це одна з найбільших вечірок, присвячених конкурсу, де фанати мають можливість побачити учасників Євробачення, які виступають зі своїми композиціями наживо. Свій виступ з «Bird of Pray» Ziferblat присвятили тим, хто 4 квітня 2025 року загинув від російського ракетного удару по Кривому Рогу, їхнім близьким, а також «усім, хто продовжує боротися». Виконання на промоконцерті також стало одним із найемоційніших — у другій частині пісні соліст Даниїл Лещинський не зміг стримати сліз.

### PrePartyES

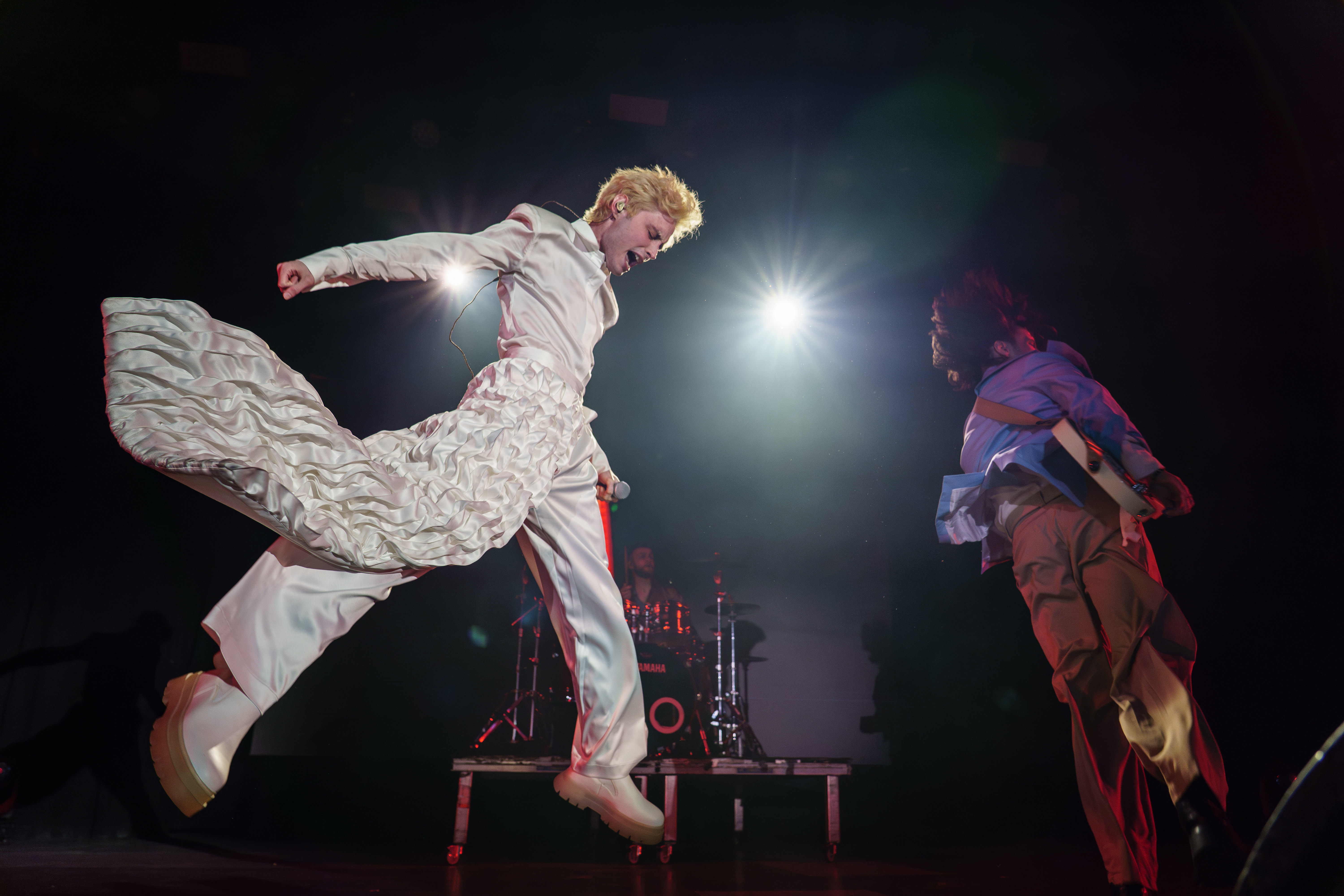
Фрагмент виступу на PrePartyES

19 квітня 2025 року в Мадриді, столиці Іспанії, відбулася ще одна промовечірка Євробачення — PrePartyES, у якій взяли участь і Ziferblat. Українські представники разом із 28 цьогорічними учасниками та артистами минулих років вийшли на сцену. Гурт долучився до офіційної пресконференції, параду прапорів та пройшовся оксамитовим хідником. Окрім цього Ziferblat, пригостили деяких конкурсантів — Red Sebastian (Бельгія), Go-Jo (Австралія), Еріку Вікман (Фінляндія), Katarsis (Литва), Væb (Ісландія) та Кайла Алессандро (Норвегія) — українськими цукерками, з якими ті асоціюються у гурту. За лаштунками учасники гурту також зустрілися з Tautumeitas, представницями Латвії, та виконали їхню конкурсну пісню «Bur man laimi».

### На Євробаченні
28 січня 2025 року відбулося жеребкування, яке визначило, у якому з півфіналів Євробачення 2025 змагатиметься кожна країна. За результатами жеребкування Україна потрапила до першої половини першого півфіналу, який відбувся 13 травня 2025 року на арені Санкт-Якобсгалле в Базелі, Швейцарія. У півфіналі взяли участь 15 країн-конкуренток, з яких десять найкращих (з найбільшою кількістю балів) за рішенням глядачів кваліфікувалися до фіналу Євробачення.
27 березня 2025 року були оприлюднені порядкові номери виступу країн у півфіналах, що визначаються організаторами конкурсу. Так, стало відомо, що Ziferblat виконають «Bird of Pray» під номером 5.
Наприкінці березня гурт повідомив, що постановка для пісні на Євробаченні повністю відрізнятиметься від тієї, що була представлена на Нацвідборі. Репетиції проходили як очно, так і дистанційно, у співпраці з членами режисерської команди, які перебували закордоном.
У півфіналі Ziferblat виконали пісню «Bird of Pray» під п'ятим порядковим номером. Гурту вдалося кваліфікуватися до фіналу конкурсу, що пройшов 17 травня.

## Оцінка і сприйняття

### Медіа та ЗМІ
Wiwibloggs, медіа, присвячене Євробаченню, у своєму щорічному огляді пісень оцінило «Bird of Pray» на 5,93 бала з 10. Частина команди відзначає, що пісня має потужний старт із містичною та привабливою атмосферою, яка поступово розвивається, зберігаючи непередбачуваність; має поетичність текстів і гармонію між головним і бек-вокалами, які надають композиції особливого шарму. Дехто називає «Bird of Pray» однією з найоригінальніших на конкурсі й таких, що вирізнятися серед інших. Водночас інша частина команди вважає, що після чарівного вступу пісня різко змінюється на невідповідні, навіть дратівливі куплети, які здаються або застарілими, або просто неприємними. Звучання англомовного приспіву викликає додаткові нарікання, бо деяким слухачам він здається позбавленим інтриги та мелодійної привабливості. Згадується й альтернативний стиль композиції, який поєднує впливи субкультури 70-х та гурту Supertramp, що для одних створює атмосферну та витончену композицію, а для інших виглядає надто ексцентричним. Загалом, «Bird of Pray» отримала як високі оцінки за оригінальність і поетичність, так і низькі через стилістичну суміш і невиразний приспів. У загальному рейтингу всіх композицій конкурсу 2025 року пісня посіла 23 місце з 37.

### Букмекери
Станом на 16 квітня 2025 року, до початку репетицій, букмекери оцінюють шанси України на вихід у фінал на рівні 90 %, а те, що «Bird of Pray» посяде перше місце у півфіналі — 4 %.
До 8 лютого 2025 року, дня перемоги Ziferblat на нацвідборі, букмекери оцінювали шанс України на перемогу на Євробаченні на рівні 5 % (5 місце поміж ставок інших країн). Після обрання Ziferblat з «Bird of Pray» представниками України, оцінки поступово впали до 2-3 % (найнижчим стало 19 місце, яке з часом виросло до 10-11 місця). До репетицій букмекери все ще оцінюють шанс України на перемогу на Євробаченні на рівні 2 %, на потрапляння в п'ятірку найкращих — 11 %, десятку — 51 %.

## Благодійність
На початку квітня 2025 року Ziferblat разом з благодійною організацією «Гуманітарний фонд Сергія Притули» за інформаційної підтримки Суспільного Мовлення оголосили збір коштів на закупівлю обладнання для гуманітарного розмінування:
«Понад 138 000 км² території нашої країни, що зазнали впливу бойових дій, потенційно потребують очищення. У порівнянні — це більше ніж площа деяких європейських країн, таких як Португалія. Також це 3,5 території Швейцарії. Про Швейцарію ми згадуємо не випадково ще й з іншої причини. Саме там вже у травні відбудеться музичний конкурс Євробачення. Цьогоріч Україну представлятиме гурт Ziferblat з піснею „Bird of Pray“. Вона — глибоке емоційне осмислення реальності, у якій ми живемо. Основне послання — надія на зміни, відродження та віра в майбутнє. Через музику Ziferblat нагадує світу: Україна бореться рішуче й залишається незламною».

## Чарти
| Чарт           | Найвища позиція |
| -------------- | --------------- |
| Ukraine Top 20 | 16              |

## Історія випуску
| Версія                         | Дата            | Формат                     | Лейбл                | Пр.    |
| ------------------------------ | --------------- | -------------------------- | -------------------- | ------ |
| Bird of Pray (Vidbir 2025)     | 24 січня 2025   | Digital download Streaming | Geisha Ninja Samurai | [ 38 ] |
| Bird of Pray (Eurovision 2025) | 14 березня 2025 | Digital download Streaming | Geisha Ninja Samurai | [ 39 ] |
| Bird of Pray (Acoustic)        | 25 березня 2025 | Digital download Streaming | Geisha Ninja Samurai | [ 40 ] |
| Bird of Pray (Karaoke)         | 25 березня 2025 | Digital download Streaming | Geisha Ninja Samurai | [ 40 ] |

### Відео
- Виступ на Фіналі нацвідбору// Суспільне ТБ (Ютюб), 8.2.2025